# 安全衛生マネジメント協会
安全衛生マネジメント協会（あんぜんえいせいマネジメントきょうかい）は、労働安全衛生法に基づく特別教育や安全衛生教育を実施する一般社団法人である。2010年（平成22年）に設立。

## 概要
【東京労働局登録安全衛生推進者等養成講習機関登録講習】
安全衛生推進者養成講習　　登録番号：推第31号
衛生推進者養成講習　　　　登録番号：推第31号
登録年月日：平成27年1月26日
登録有効期間満了日：令和7年1月25日

【千葉労働局登録安全衛生推進者等養成講習機関登録講習】
安全衛生推進者養成講習　　登録番号：千登録第10号
衛生推進者養成講習　　　　登録番号：千登録第11号
登録年月日：令和2年10月30日
登録有効期間満了日：令和7年10月29日

【神奈川労働局登録安全衛生推進者等養成講習機関登録講習】
安全衛生推進者養成講習　　登録番号：安衛養第7号
衛生推進者養成講習　　　　登録番号：安衛養第8号
登録年月日：令和2年10月22日
登録有効期間満了日：令和7年10月21日

【埼玉労働局登録安全衛生推進者等養成講習機関登録講習】
安全衛生推進者養成講習　　登録番号：第12号
衛生推進者養成講習　　　　登録番号：第13号
登録年月日：令和2年11月26日
登録有効期間満了日：令和7年11月25日

【愛知労働局登録安全衛生推進者等養成講習機関登録講習】
安全衛生推進者養成講習　　登録番号：第28号
衛生推進者養成講習　　　　登録番号：第29号
登録年月日：令和元年7月12日
登録有効期間満了日：令和6年7月11日

【大阪労働局登録安全衛生推進者等養成講習機関登録講習】
安全衛生推進者養成講習
登録番号：登録安全衛生推進者等養成講習機関登録第19号
衛生推進者養成講習
登録番号：登録安全衛生推進者等養成講習機関登録第19号
登録年月日：令和元年8月2日
登録有効期間満了日：令和6年8月1日

【兵庫労働局登録安全衛生推進者等養成講習機関登録講習】
安全衛生推進者養成講習
登録番号：兵労基安登録第6号
登録年月日：令和4年3月23日
登録有効期間満了日：令和9年3月22日
衛生推進者養成講習
登録番号：兵労基衛登録第5号
登録年月日：令和4年3月24日
登録有効期間満了日：令和9年3月23日

【福岡労働局登録安全衛生推進者等養成講習機関登録講習】
安全衛生推進者養成講習　　登録番号：第9号
衛生推進者養成講習　　　　登録番号：第8号
登録年月日：令和元年8月1日
登録有効期間満了日：令和6年7月31日